# Минервина
Минервина (лат. Minervina, умрла пре 307. године ?) била је мајка Константиновог сина цезара Криспа.
По историјским изворима попут Епитома Аурелија Виктора са краја 4. века, Зосимове Нове историје, написане око 500. године, и византијског историчара Јована Зонаре из 12. века, Минервина је била конкубина будућег цара Константина. Пошто је и сам Константин био дете из конкубината Констанција I Хлора и Јелене, остаје отворено питање о његовом друштвеном положају. Могуће је стога да је са Минервином, која је највероватније била ниског рода, склопио законски пуноважан брак, вероватно негде око 290. године. Минервина је Константину око 305. родила сина Криспа, будућег цезара и успешног војсковођу.
Међутим, 306. римска војска у Јорку у Британији је прогласила Константина за цара супротно начелима владајућег царског колегијума тетрарха. Први међу царевима Галерије је признао Константина за цезара и владара Галије, Британије и Хиспаније, али је Константин стално тежио већем утицају. Када се у Риму октобра 306. Максенције прогласио за цара, његов отац Максимијан, који се радо вратио из политичке пензије, се 307. упутио Константину у Трир тражећи помоћ за борбу против Галерија. Један од Максимијанових предлога, ради постизања политичког циља, било је венчање његове ћерке Фаусте и Константина. Константин је до тада већ био удовац или се пак растао са Минервином како би оженио царску ћерку Фаусту. Приликом церемоније венчања анонимни галски ретор је прочитао свој латински панегирик који спомиње да је Константин у младим годинама ипак био у браку (Panegyrici Latini VII, 4, 1). Тај макар и реторски извештај савременика је у принципу најјачи аргумент да је Константин ипак био у браку са Минервином. Са друге стране, одсуство њеног имена са натписа и новца, или лика са уметничких дела, ипак оставља резерву.